# Vasaloppet 1983
Vasaloppet 1983 avgjordes den 6 mars 1983, och var den 60:e upplagan av Vasaloppet. Loppet vanns av schweizaren Konrad Hallenbarter. Han blev den första med en segertid under fyra timmar på tiden 3:58:08.

## Resultat
Not: Pl = Placering, Nr = Startnummer, Tid = Sluttid
| Pl. | Nr | Namn                | Klubb/Land  | Tid     | Diff    |
| --- | -- | ------------------- | ----------- | ------- | ------- |
| 1   |    | Konrad Hallenbarter | Schweiz     | 3:58:08 | + 00.00 |
| 2   |    | Lars Frykberg       | IFK Mora    | 3:58:10 | + 00.02 |
| 3   |    | Ola Hassis          | Orsa IF     | 3:58:12 | + 00.02 |
| 4   |    | Anders Blomquist    | IFK Lidingö | 3:58:50 | + 00.42 |
| 5   |    | Magnar Rismyhr      | Norge       | 3:59:04 | + 00.56 |
| 6   |    | Tommy Jönsson       | Valhall IK  | 3:59:20 | + 01.12 |
| 7   |    | Örjan Blomquist     | IFK Lidingö | 4:00:50 | + 02.42 |